# Martín Krug
Martín Wilhelm Krug (ur. 9 lipca 2006 w Chicago) – panamski piłkarz z obywatelstwem amerykańskim pochodzenia niemieckiego występujący na pozycji środkowego obrońcy, reprezentant Panamy, od 2024 roku zawodnik hiszpańskiego Levante B.
Urodził się w Stanach Zjednoczonych, ze strony ojca posiada pochodzenie niemieckie, zaś jego matka pochodzi z Panamy. Jego brat bliźniak Frederick Krug również jest piłkarzem.